# Chet Miller
Chet Miller (n. 19 iulie 1902 Detroit, Michigan – d. 15 mai 1953 Indianapolis, Indiana) a fost un pilot de curse auto american care a evoluat în Campionatul Mondial de Formula 1 între anii 1951 și 1952.
1. 1 2  Chester Miller, Find a Grave, accesat în 9 octombrie 2017